# Алексія Фаст
Алексія Фаст (англ. Alexia Fast, нар. 12 вересня 1992, Ванкувер, Канада) — канадська акторка.

## Життєпис

### Ранні роки
Народилася у Ванкувері, Британська Колумбія.

### Кар'єра
Розпочала свою кар'єру у віці семи років, коли написала сценарій, зрежисувала і знялася в короткометражному фільмі «Червоний міст», прем'єра якого відбулася у 2002 р. на Atlantic і Reel to Reel Film Festivals. Отримала першого агента у віці 11 років і пізніше знялася у фільмі «Фідо». З'явилася в телефільмах «Його і її Різдво», «Минулий час» і «Вогняний шторм». Після того, як знялася в «Фідо», вона не з'являлася в серіалах до 2009 р., поки не обрала роль Джулі у фільмі «Гелена».
Фаст зіграла свою роль у трилері «Ті, що повторюють реальність», прем'єра якого відбулася на кінофестивалі в Торонто. У 2010 р. вона отримала провідну роль в проекті «Сміливі ігри». У 2012 р. знялася в другорядній ролі у фільмі «Джек Річер».

## Фільмографія

### Фільми
| Рік  |   | Українська назва             | Оригінальна назва    | Роль             |
| ---- | - | ---------------------------- | -------------------- | ---------------- |
| 2006 | ф | Фідо                         | Fido                 | Сінді Боттомс    |
| 2007 | ф | Танцюй до упаду              | Kickin' It Old Skool | молода Дженніфер |
| 2008 | ф | Пол Понтіус                  | Paul Pontius         | оповідач         |
| 2009 | ф | Гелена                       | Helen                | Джулі            |
| 2009 | ф | Запасне скло                 | What Goes Up         | Ханна            |
| 2009 | ф | Голодні пагорби              | Hungry Hills         | Робін            |
| 2010 | ф | Ті, що повторюють реальність | Repeaters            | Шарлотта Халстід |
| 2010 | ф | Сміливі ігри                 | Triple Dog           | Іві              |
| 2012 | ф | Останні добрі слова          | Last Kind Words      | Аманда           |
| 2012 | ф | Чорний птах                  | Blackbird            | Денна Рой        |
| 2012 | ф | Джек Річер                   | Jack Reacher         | Сенді            |
| 2014 | ф | Полонянка                    | The Captive          | Касс Піпер       |
| 2014 | ф | Грейс: Володіння             | Grace                | Грейс/Мері       |
| 2017 | ф | Дев'ятий пасажир             | The Ninth Passenger  | Джесс            |
| 2017 | ф | Спостереження за Джульєттою  | Eye on Juliet        | Жанін            |
| 2019 | ф |                              | We Had It Coming     | Олівія           |
| 2021 | ф | Апекс: Смертельний квест     | Apex                 | Пейтон           |
| 2022 | ф |                              | The Last Mark        | Вест             |

### Телебачення
| Рік       |   | Українська назва                              | Оригінальна назва                               | Роль                          |
| --------- | - | --------------------------------------------- | ----------------------------------------------- | ----------------------------- |
| 2005      | ф | Його і її Різдво                              | His and Her Christmas                           | Джекі                         |
| 2006      | ф | Минулий час                                   | Past Tense                                      | Сара Шей                      |
| 2006      | ф | Вогняний шторм                                | Firestorm: Last Stand at Yellowstone            | Майя                          |
| 2006      | ф | Уроки плавання                                | Swimming Lessons                                | дівчинка                      |
| 2006      | с | Надприродне                                   | Supernatural                                    | Міссі Бендер (1 епізод)       |
| 2006—2007 | с | 4400                                          | The 4400                                        | Ліндсі Хаммонд (3 епізоди)    |
| 2007      | ф | Вечірка до упаду                              | The Party Never Stops: Diary of a Binge Drinker | Седі Бреннер                  |
| 2007      | с | Майстри жахів                                 | Masters of Horror                               | Мерилін (1 епізод)            |
| 2007      | с | Майстри наукової фантастики                   | Masters of Science Fiction                      | Джинні (1 епізод)             |
| 2007      | с | Зачароване королівство                        | Tin Man                                         | молода Азкаделлія (3 епізоди) |
| 2007      | с | Кайя                                          | Kaya                                            | Крістін (10 епізодів)         |
| 2008      | ф | Лівий берег                                   | Left Coast                                      | Бронвін                       |
| 2008      | ф | Вчитель фізкультури                           | Gym Teacher: The Movie                          | Сьюзі                         |
| 2009      | с | Гаряча точка                                  | Flashpoint                                      | Елла Брандт (1 епізод)        |
| 2010      | ф | Культ                                         | The Cult                                        | Рейчел                        |
| 2010      | ф | Фальшивомонетчики                             | Fakers                                          | Емма Арчібальд                |
| 2010      | ф | 19-та дружина                                 | The 19th Wife                                   | П'ята                         |
| 2012      | ф | Опівнічне сонце                               | Midnight Sun                                    | Міранда                       |
| 2012      | с | Таємне коло                                   | The Secret Circle                               | Єва (3 епізоди)               |
| 2012      | с | Надприродне                                   | Supernatural                                    | Емма (1 епізод)               |
| 2014      | с | Червона вдова                                 | Red Widow                                       | Блісс (2 епізоди)             |
| 2014      | с | Мотив                                         | Motive                                          | Жанін Бокстон (1 епізод)      |
| 2014—2015 | с | Мангеттен                                     | Manhattan                                       | Келлі Вінтер (15 епізодів)    |
| 2016      | с | Мотель Бейтсів                                | Bates Motel                                     | Афіна (1 епізод)              |
| 2017      | с | Я — зомбі                                     | iZombie                                         | Івонна (1 епізод)             |
| 2017      | с | Холістичне детективне агентство Дірка Джентлі | Dirk Gently's Holistic Detective Agency         | Мона Вайлдер (3 епізоди)      |
| 2020      | с | Діггстаун                                     | Diggstown                                       | (1 епізод)                    |
| 2022      | с | Сімейна юрфірма                               | Family Law                                      | Теза (1 епізод)               |
| 2023      | ф |                                               | Candid About Love                               | Лаура                         |